# Yamamoto Fujio
Fujio Yamamoto (sinh ngày 27 tháng 5 năm 1966) là một cầu thủ bóng đá người Nhật Bản.

## Sự nghiệp câu lạc bộ
Fujio Yamamoto đã từng chơi cho Urawa Reds, NKK và Bellmare Hiratsuka.

## Thống kê câu lạc bộ

### J.League
| Đội                | Năm       | J.League | J.League | J.League Cup | J.League Cup | Tổng cộng | Tổng cộng |
| Đội                | Năm       | Trận     | Bàn      | Trận         | Bàn          | Trận      | Bàn       |
| ------------------ | --------- | -------- | -------- | ------------ | ------------ | --------- | --------- |
| Urawa Reds         | 1992      | -        | -        | 0            | 0            | 0         | 0         |
| Bellmare Hiratsuka | 1994      | 0        | 0        | 0            | 0            | 0         | 0         |
| Bellmare Hiratsuka | 1995      | 17       | 0        | -            | -            | 17        | 0         |
| Bellmare Hiratsuka | 1996      | 10       | 0        | 4            | 0            | 14        | 0         |
| Tổng cộng          | Tổng cộng | 27       | 0        | 4            | 0            | 31        | 0         |